# ابراهیم المشخص
ابراهیم المشخص (عربی: إبراهيم المشخص؛ زادهٔ ۷ ژوئیهٔ ۱۹۸۰) بازیکن فوتبال اهل بحرین بود.
از باشگاه‌هایی که در آن بازی کرده‌است می‌توان به باشگاه ورزشی الخور، باشگاه ورزشی العربی کویت، و باشگاه ورزشی المحرق اشاره کرد.
وی همچنین در تیم ملی فوتبال بحرین بازی کرده‌است.